# 森田組
森田組（もりたぐみ）は、大阪府大阪市に本部を置いていた暴力団。2007年、解散。

## 略歴
昭和59年（1984年）6月5日午後3時、山口組直系組長会で、山口組若頭・竹中正久は、山口組四代目組長就任の挨拶をした。山口組組長代行・山本広を支持する直系組長は、直系組長会に出席しなかった。
同日、大阪市東区の松美会事務所で、山本広、加茂田組・加茂田重政組長、佐々木組・佐々木道雄組長、溝橋組・溝橋正夫組長、北山組・北山悟組長、松美会・松本勝美会長、小田秀組・小田秀臣組長ら約20人が、在阪のマスコミ各社を呼んで、記者会見を開き、竹中正久の山口組四代目就任に反対した。
同年6月6日、竹中正久の山口組四代目就任に反対する山口組直系組長は、山口組の山菱の代紋を、組事務所から外した。この段階で、山口組参加者は直系組長42人で総組員数4690人、竹中の四代目就任に反対する者は直系組長34人で総組員数6021人だった。
その後、小田秀臣はヤクザから引退した。
同年7月、小田秀組本部長・森田昌夫（森田組組長）は、竹中正久から盃をもらい、山口組直参となった。
平成19年（2007年）6月5日、山口組定例会で、森田昌夫の引退と、堀組・堀義春組長の引退と、二代目稲葉一家・島村國光総長の引退及び二代目稲葉一家若頭・田中三次の稲葉一家三代目継承と田中三次の山口組直参昇格、山口組舎弟頭・野上哲男の山口組最高顧問への就任とが発表された。
平成30年（2018年）8月、国からの助成金不正流用疑惑などで元連盟幹部や元選手から告発状を提出されて騒動となっていた日本ボクシング連盟会長（当時）の山根明が、NTV系情報番組「スッキリ」に出演した際に、元森田組組長（森田昌夫）から自身の過去をばらすと脅迫されていると発言した。またこの騒動により森田の舎弟分として山根と森田の間に50年以上の親交があったことが明らかとなった。
2022年10月26日　85歳で死去。

## 最高幹部
- 組長・森田昌夫（六代目山口組若中、旧小田秀組本部長）